# Veluwe

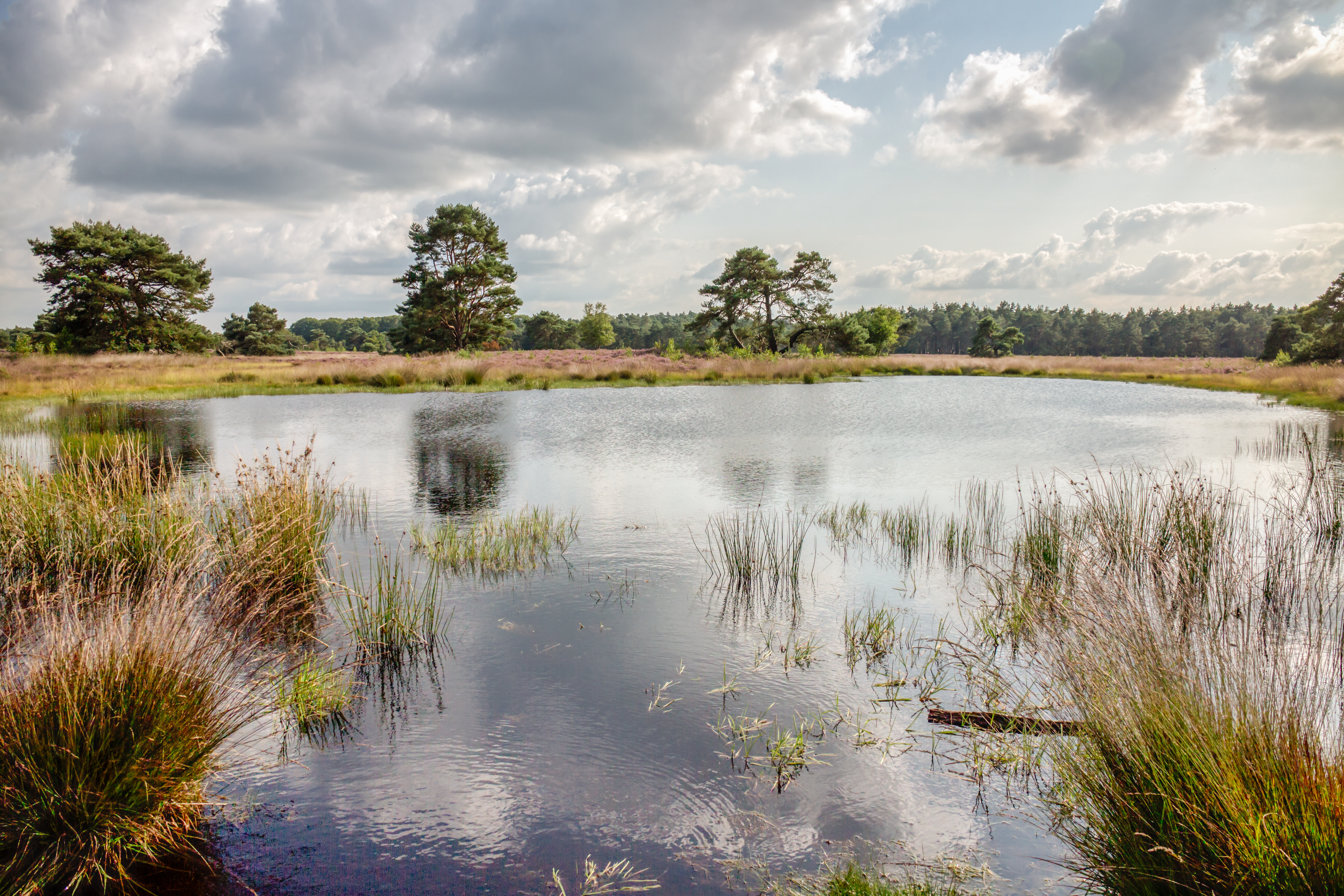
Tongerense Heide

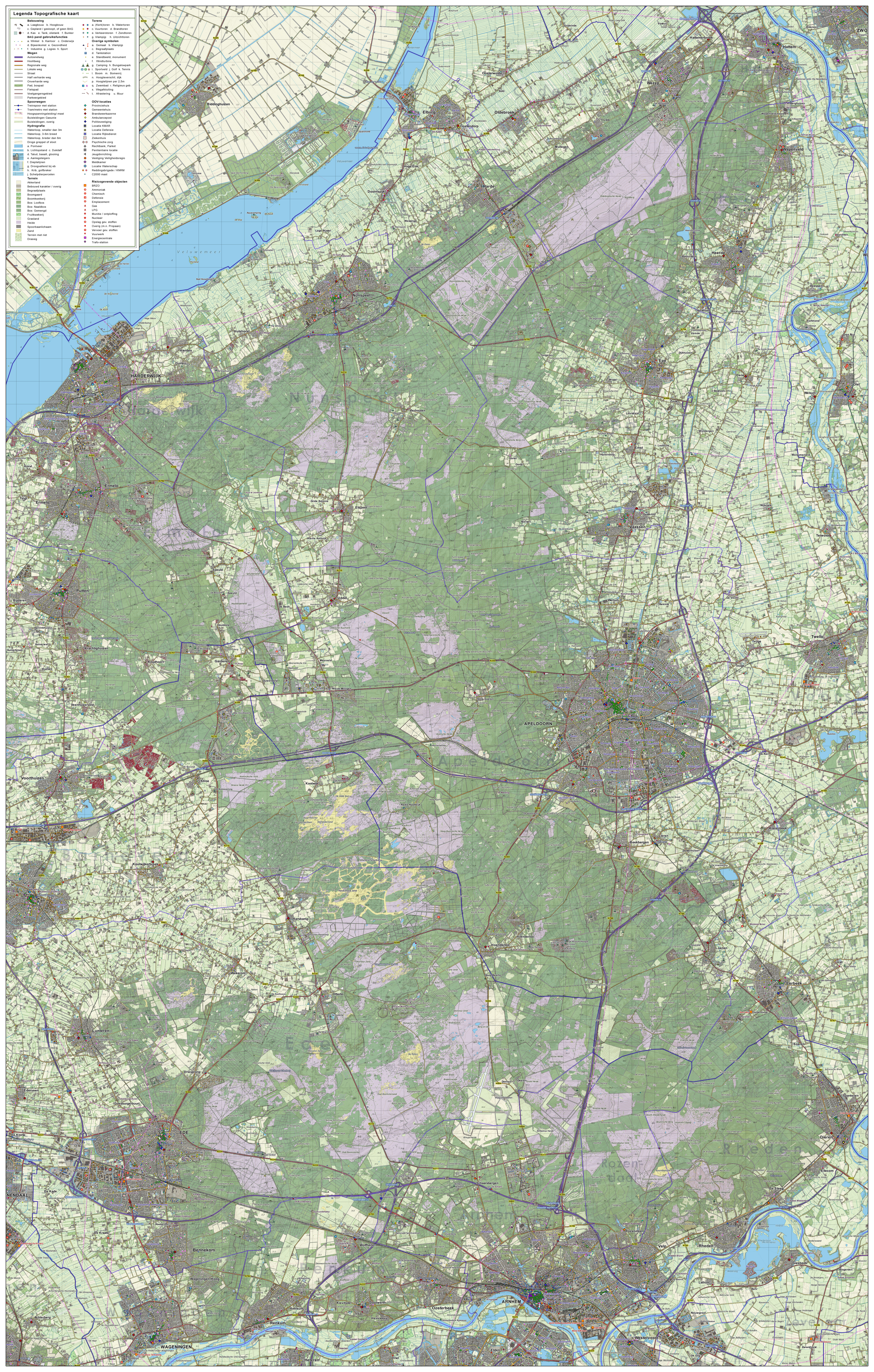
Topographie der Veluwe

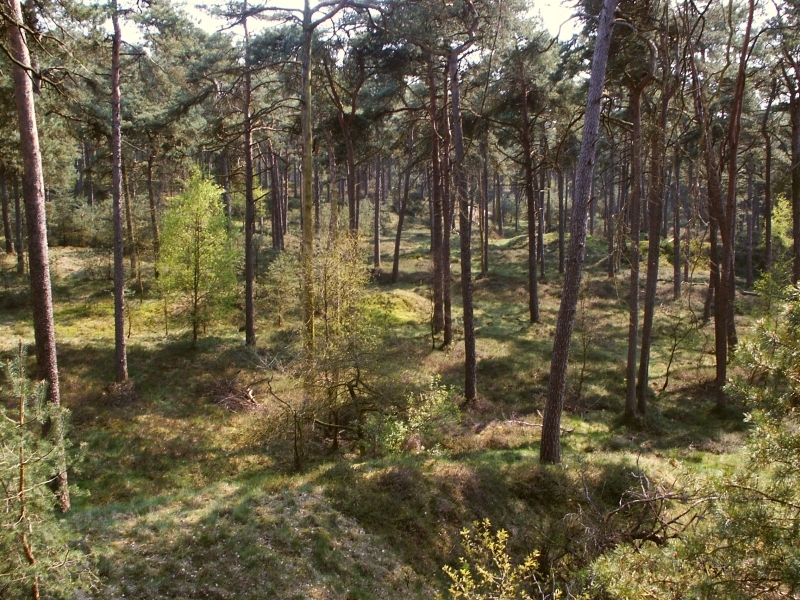
Kiefernwald der Veluwe

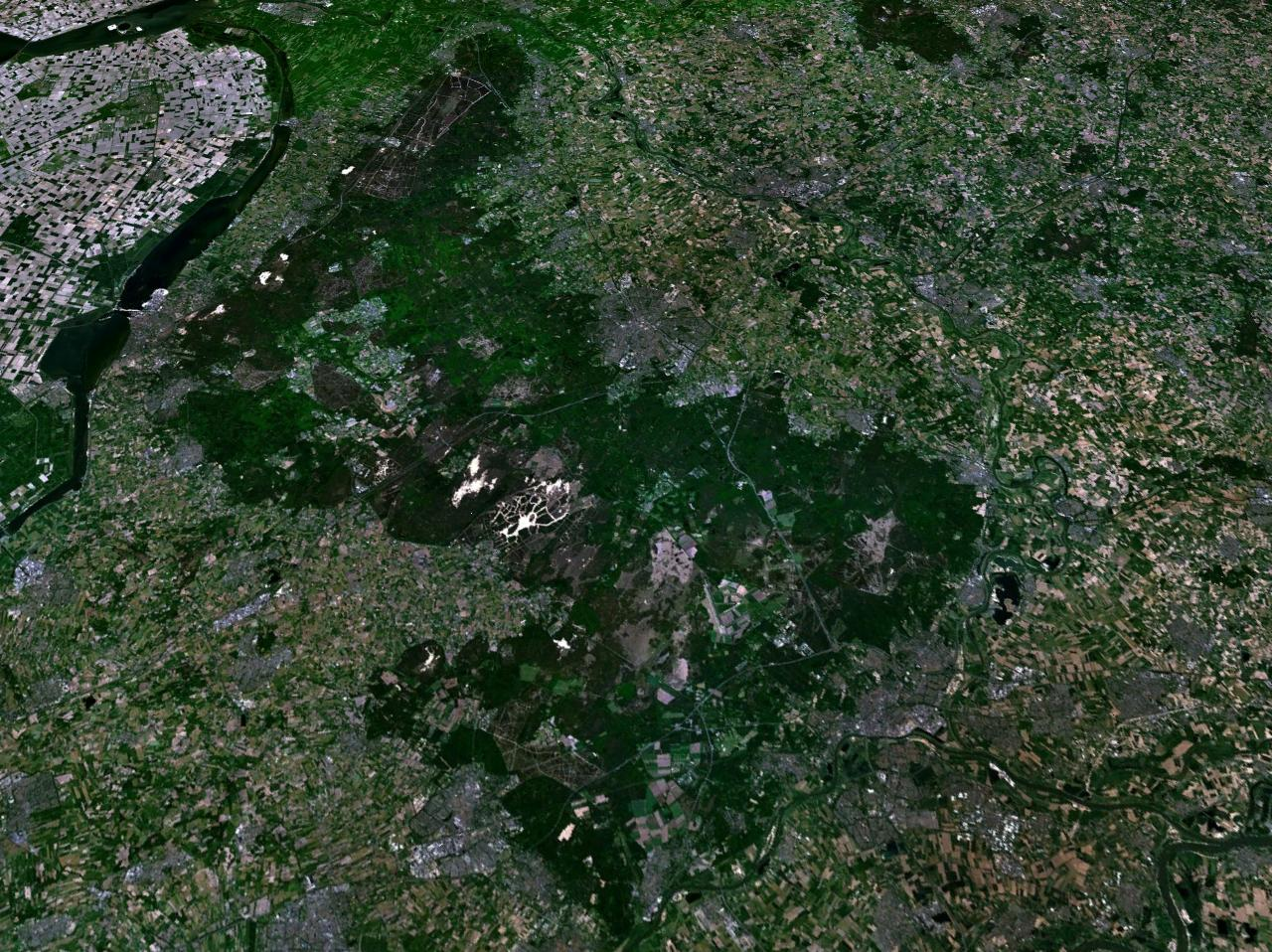
Satellitenbild der Veluwe

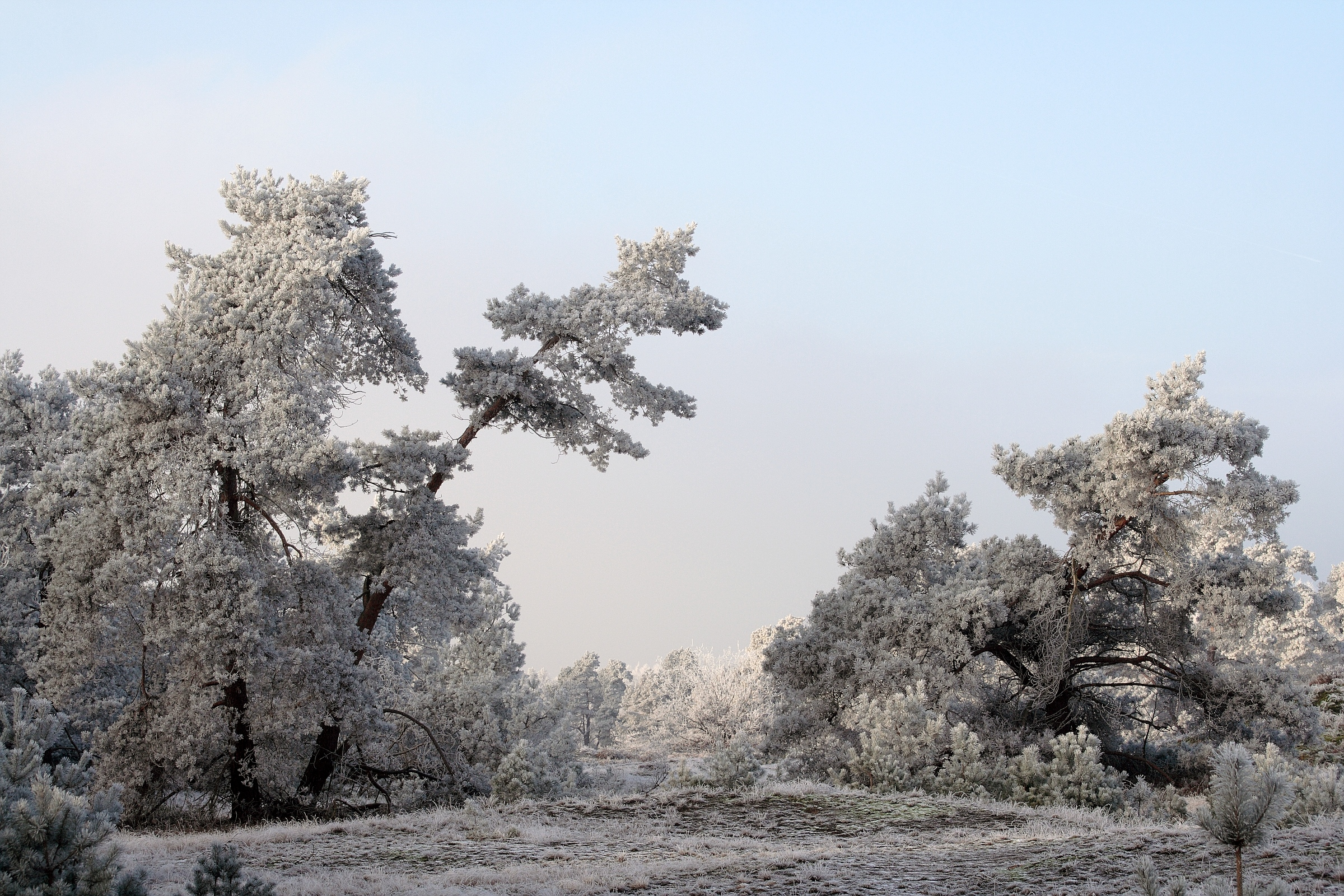
Winterlandschaft in der Veluwe

Die Veluwe ist das größte zusammenhängende Waldgebiet (etwa 1100 km²) der Niederlande. Sie liegt am gleichnamigen, bis 110 m hohen Höhenzug in der Provinz Gelderland direkt südöstlich des Veluwemeeres und der anderen Veluwerandmeere. Ein Teil des Gebietes wird durch den Nationalpark De Hoge Veluwe geschützt.

## Landschaftsstruktur
Hauptsächlich finden sich Kiefermischwälder auf sandigem Geestboden. Viele dieser Wälder wurden im 18. und 19. Jahrhundert angepflanzt, da die damaligen  Sandverwehungen die Landwirtschaft bedrohten und das Holz dem Wohnungs- und Bergbau  und der Papiererzeugung dienen sollte.
Kennzeichnend sind häufige Dünen und kleinere Seen. Am Rand der Veluwe wird Landwirtschaft betrieben.
Es gibt jedoch auch Heideflächen, die sorgfältig geschützt werden.
Die Ortshöhe verläuft von 10 Metern bis zur höchsten Erhebung, Signaal Imbosch, mit 109,90 m, nordöstlich von Arnheim; der Torenberg westlich von Apeldoorn erreicht 107 m. Es gibt einige Aussichtspunkte.
Die Wiederansiedelung von Wisenten in der Veluwe verläuft bisher erfolgreich.

## Städte und Gemeinden
Städte und Gemeinden in der Veluwe und in ihrer Nachbarschaft sind Apeldoorn, Barneveld, Dieren, Ede, Elburg, Epe, Ermelo, Harderwijk, Hattem, Heerde, Nijkerk, Nunspeet, Oldebroek, Putten, Garderen, Rheden, Scherpenzeel, Wageningen. Teile der Veluwe reichen bis in die Stadt Arnheim. Die Veluwe wird grob begrenzt durch die Orte Hattem – Apeldoorn – Dieren – Arnhem – Wageningen – Ede – Harderwijk.

## Wirtschaft und Verkehr

### Fremdenverkehr
Die Veluwe ist ein Anziehungspunkt für den Tourismus sowohl aus Deutschland als auch vor allem aus den Niederlanden selbst. Es finden sich viele Campingmöglichkeiten, Hotels und Gastronomie. Daneben existiert ein dichtes Netz von Fahrrad- und Reitwegen. Der touristische Schwerpunkt der Veluwe liegt in der Umgebung des Veluwemeeres (Harderwijk) entlang der Verkehrsachse Zwolle-Amsterdam. Die Veluwe war traditionelles Jagdgebiet, u. a. für das niederländische Königshaus.
Wenige Kilometer nördlich von Arnheim finden sich noch ein Zoo und das Freilichtmuseum (niederländisch: Openluchtmuseum), wo die Wohnarchitektur aus vergangenen Zeiten und das frühere Leben in den niederländischen Provinzen gezeigt werden. Der Nationalpark Hoge Veluwe bietet außerdem noch das bedeutende Kröller-Müller-Museum mit einer großen van Gogh-Sammlung und dem Skulpturenpark am Kröller-Müller-Museum mit modernen Skulpturen.
Bei Apeldoorn liegt das ehemalige Palais Het Loo, Residenz der früheren Königin Wilhelmina, heute Museum des Königshauses Oranien-Nassau, sowie Radio Kootwijk, ein ehemaliger Langwellensender.
Die Heide der Veluwe notierte bereits die Begleitung des Markgrafen Carl Friedrich von Baden während seiner Reise in die Niederlande in einem Brief vom 25. Oktober 1780. Der Hofmedikus Dr. Johann Christoph Buch schrieb: „...verließen wir Arnheim und setzten die Reiße nach Loo fort, allwo wir erst Nachmittags um 3 Uhr glücklich ankammen, weil nichts als Heide und ein tiefer klarer Treibsand (Anm. „Woeste Hoeve“) zu durchreißen war...“.

### Verkehr
Die Veluwe wird im Nordwesten von der Autobahn 28 und der parallel verlaufenden Bahnstrecke Utrecht–Kampen tangiert. Südlich verläuft die Autobahn 1 und die parallele Bahnstrecke Amsterdam–Zutphen. Im Osten wird die Veluwe von der Autobahn 50 und der parallelen Eisenbahn von Deventer nach Zwolle tangiert.
Zum Schutz der Tierwelt wurden über die Autobahnen einige „Ökodukte“ (Grünbrücken) gebaut.